# Сукачі (Ковельський район)
Сукачі́ — село в Україні, у Старовижівській селищній громаді Ковельського району Волинської області. Населення становить 327 осіб.

## Історія
У 1906 році село Головенської волості Володимир-Волинського повіту Волинської губернії. Відстань від повітового міста 79 верст, від волості 14. Дворів 67, мешканців 422.

## Населення
Згідно з переписом УРСР 1989 року чисельність наявного населення села становила 327 осіб, з яких 160 чоловіків та 167 жінок.
За переписом населення України 2001 року в селі мешкало 326 осіб. 100 % населення вказало своєю рідною мовою українську мову.